# Rena Bekin
Rena (Roth) Bekin (hebr. רינה (רוט) בקין) (ur. 1934 w Brzeżanach) – izraelska malarka pochodzenia polskiego.

## Życiorys
Urodziła się w Brzeżanach jako Ruta Katz, przeżyła II wojnę światową z matką Rózią i batem Menachemem. W 1945 opuścili Polskę i udali się do obozu dla uchodźców w zachodniej Europie, skąd dotarli na Cypr. 15 maja 1947 znaleźli się w mandacie Palestyny i zamieszkali w Hajfie. Rena poszła do szkoły w wiosce młodzieży w Ben Szemen, a następnie zamieszkała w kibucu Lahawot ha-Baszan i była członkiem Ruchu Młodzieży. Odbyła służbę wojskową w Izraelskich Siłach Obronnych, a po powrocie do kibucu poślubiła Shimona (Bebka) Bekina, który pracował tam jako instruktor. W 1961 przeprowadzili się do kibucu Allonim, w tym czasie Rena studiowała pedagogikę w zakresie sztuki i rzemiosła w Oranim College for Teachers. W 1965 zakończyła naukę i zamieszkała na stałe w  Kirjat Tiwon, pracowała w szkołach w Hajfie m.in. w szkole regionalnej Kfar Yehushua jako pedagog, instruktor plastyki i wizytator szkolny. Wiele razy uzupełniała swoją wiedzę plastyczną uczęszczając na kursy i plenery, w Kirjat Tiwon zaangażowała się w wolontariat artystyczny. W celu spopularyzowania sztuki zainicjowała coroczne wydarzenie artystyczne Artists' Open House. W swoim domu ma pracownię, w której tworzy, setki jej prac zakupili kolekcjonerzy z Izraela i wielu państw. W 2010 ukazała się jej monografia „Ja i tęsknota” (hebr. Ani Ve'Einech), która ma formę prezentacji jej prac, wierszy i fragmentów pamiętnika.